# Catocala texarkana
Catocala texarkana là một loài bướm đêm trong họ Erebidae.